# Ret&Råd
Ret&Råd A/S er en dansk kæde, af selvstændige advokatvirksomheder fordelt over det meste af Danmark. Kæden består af ca. 150 medarbejdere, hvoraf 60 er jurister og advokater med specialer inden for alle privat- og erhvervsretlige områder. Medarbejderne er fordelt på 20 kontorer, der hver især dækker én eller flere selvstændige CVR-numre.
Ret&Råd har eksisteret siden 1995, hvor en række selvstændige advokatkontorer gik sammen i en kæde. Kæden var først organiseret som en erhvervsdrivende forening og senere som et aktieselskab. Ret&Råd er organiseret som et A/S, og Ret&Råd A/S er ejet af advokatkontorerne.
Kædens sekretariat varetager den daglige drift og er i København.